# Statualità del diritto
La statualità del diritto è un concetto di filosofia del diritto elaborato dal giurista tedesco Rudolf von Jhering, secondo cui una norma acquisisce un effetto giuridico in quanto elaborata da uno Stato. 

## Argomentazioni
La tesi si fonda sul fatto che lo Stato è l'unico titolare del potere di irrogare un sanzione volta a colpire l'inadempimento, da parte di un soggetto, della violazione del precetto della norma stessa.
Tale teoria ha subito delle obiezioni da parte della scuola sociologica del diritto, fondate sul fatto che non tutte le norme giuridiche sono accompagnate da una sanzione. Proprio per questo motivo, questo tipo di norme giuridiche venivano accettate dalla comunità in quanto facenti parte di un sentimento comune.